# Yrjö Kajava

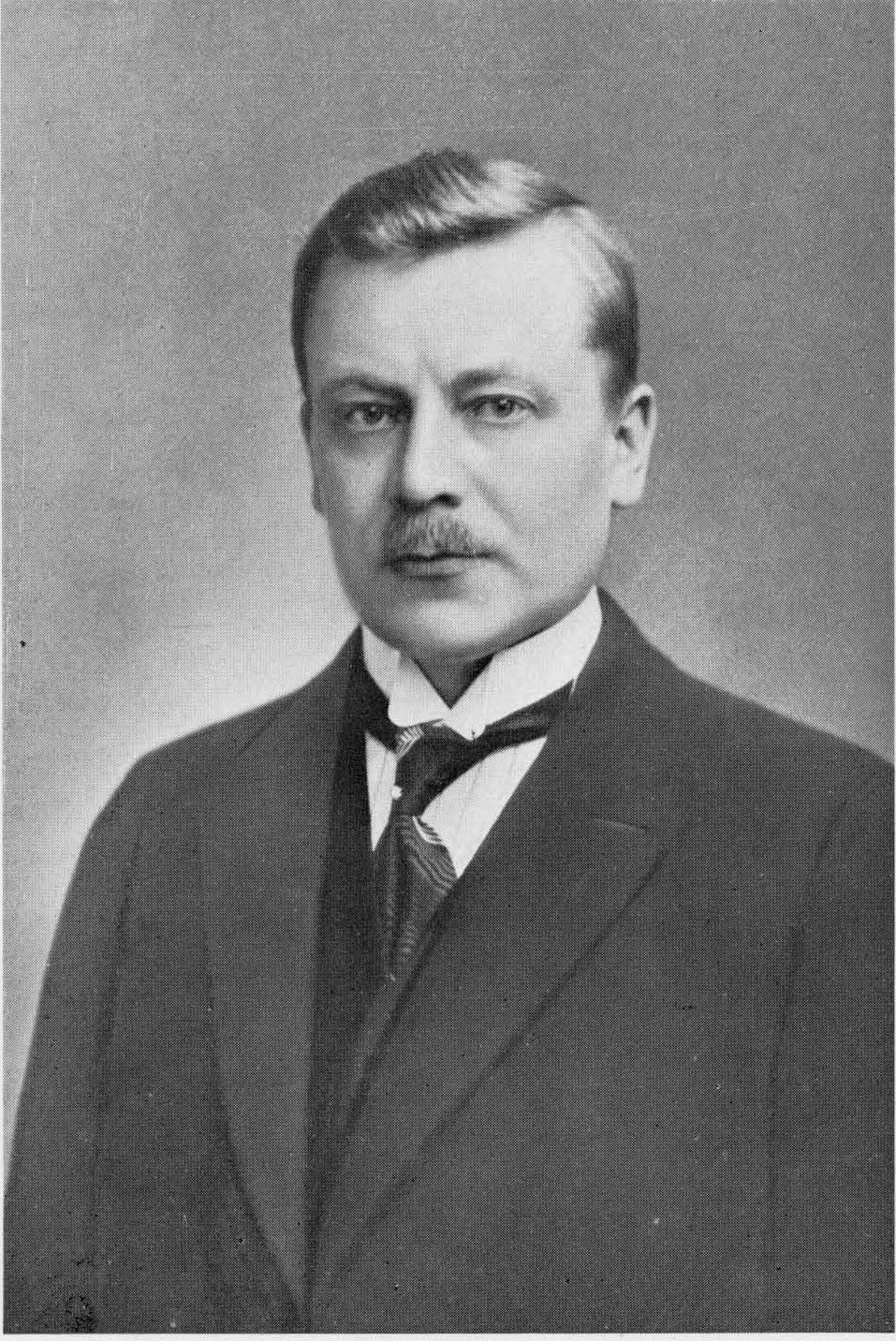
Yrjö Henrik Kajava

Yrjö Henrik Kajava (ur. 2 grudnia 1884 w Tammela, zm. 21 marca 1929 w Helsinkach) – fiński lekarz, anatom. 
W 1914 roku ukończył studia, w następnym roku habilitował się z anatomii mikroskopowej w Helsinkach. Od 1924 roku ordynariusz. Prowadził też badania antropologiczne, m.in. nad Lapończykami.

## Wybrane prace
- Zur microscopishchen Anatomie des Ductus thoracicus und der Trunci lymphatici des Menschen. Acta Soc Med Fen 1921
- Beitrag zur Kenntnis der Entwicklung des Gelenkknorpels. 1919
- Die kurzen Muskeln und die langen Beugemuskeln der Säugetierhand[2]. 1910